# Toyota GR010 Hybrid
Toyota GR010 Hybrid é um esporte protótipo Le Mans Hypercar (LMH) desenvolvido para as regras de 2021 do Campeonato Mundial de Endurance da FIA (WEC). O carro é o sucessor do protótipo LMP1 Toyota TS050 Hybrid, que competiu no WEC de 2016 a 2020. 
O GR010 Hybrid obteve quatro títulos na categoria de carros Hypercar do WEC de 2021 a 2024   e duas vitórias consecutivas nas edições de 2021 e 2022 das 24 Horas de Le Mans , sendo também o primeiro Le Mans Hypercar (LMH) a registrar uma vitória geral nessa prova.  

## Desenvolvimento

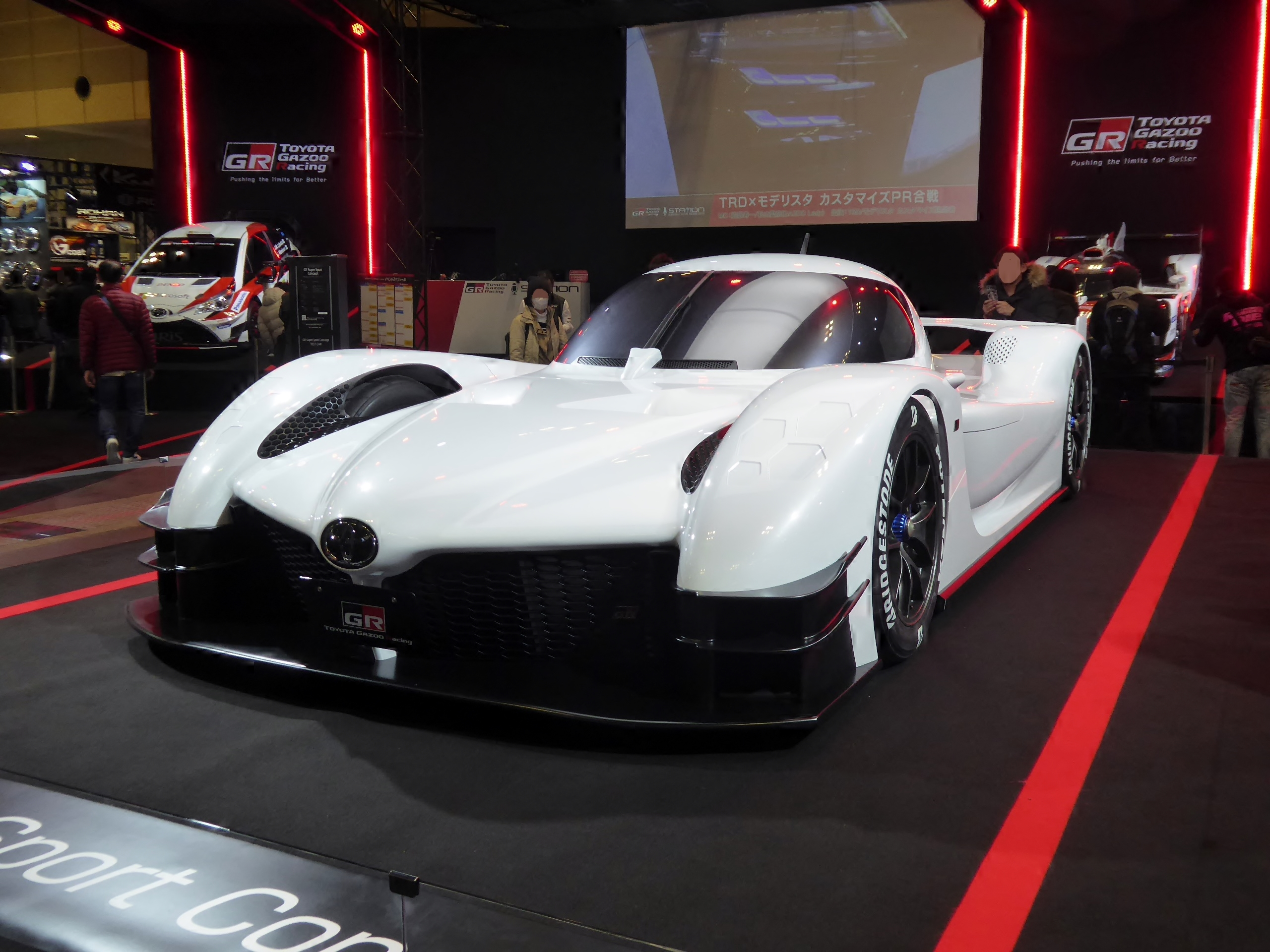
Toyota GR Super Sport Concept

O GR010 Hybrid foi revelado em 15 de janeiro de 2021 , sendo inspirado no carro conceito Toyota GR Super Sport Concept apresentado no Tokyo Auto Salon em 2018, considerado a versão de rua do GR010.  Foi projetado com motor V6 a gasolina bi-turbo de 3,5 litros com sistema híbrido, que utiliza baterias de íons de lítio.
O primeiro teste do carro ocorreu em Paul Ricard em outubro de 2020.  Um segundo teste ocorreu em Portimão em dezembro de 2020. 
O programa destinado a desenvolver a versão de rua em paralelo com o programa de automobilismo foi cancelado no início de 2021.
A Lexus North America, divisão norte americana da Toyota, considerou ativamente entrar com um protótipo GR010 com o emblema Lexus no campeonato norte americano da IMSA, embora o projeto não tenha sido levado adiante. 
A fabricante descarta lançar um novo hypercar em substituição ao GR010. Para a temporada do WEC 2023, Pascal Vasselon destaca que o carro para a próxima temporada será uma evolução do carro utilizado na temporada de 2022 .

## Histórico da competição

### 2021
Para a temporada de estreia do GR010 Hybrid, a Toyota manteve sua formação de pilotos inalterada, seguindo o Campeonato Mundial de Resistência da FIA 2019-20, com Kamui Kobayashi, Mike Conway e José María López no carro #7 e Sébastien Buemi, Kazuki Nakajima e Brendon Hartley no carro # 8. Nyck de Vries permaneceu como piloto de testes, enquanto que Ryo Hirakawa se juntou ao desenvolvimento do carro. 
A temporada 2021 do WEC foi exitosa para montadora japonesa Toyota e o seu GR010 Hybrid, tendo a equipe vencido todas as 6 corridas de estreia, garantindo a pole position e a volta mais rápida em 5 delas e tendo os dois carros no pódio em todas as corridas, exceto Monza, onde o carro nº 8 teve problemas de confiabilidade. Com a vitória na primeira corrida das duas rodadas na pista do Bahrain, a Toyota garantiu o Campeonato Mundial de Endurance na categoria Hypercar. Além disso, nas 24 Horas de Le Mans de 2021, a Toyota garantiria sua quarta vitória consecutiva no evento e a primeira para o carro de número 7, consagrando a vitória geral pela primeira vez , com Conway, Kobayashi e López, que se tornariam campeões do mundial de pilotos no fim do ano.

### 2022
Para a temporada desse ano, Kazuki Nakajima anunciou sua aposentadoria de piloto, passando a ocupar função corporativa/gerencial na equipe Toyota Gazoo Racing . A Toyota manteve sua formação de pilotos baseada na temporada de 2021, com Kamui Kobayashi, Mike Conway e José María López no carro #7 e Sébastien Buemi, Brendon Hartley e o recém chegado japonês Ryo Hirakawa no carro # 8. Novas atualizações foram propostas no carro com foco principal no diâmetro das rodas fornecidas para categoria pela Michelin, que deixaram de ser 13 polegadas para todas rodas, passando a serem diferenciadas com 12 polegadas para as rodas dianteiras e 14 para as traseiras, sendo mudanças técnicas previstas no regulamento dos Le Mans Hypercar.  Novas atualizações de desempenho para a motorização foram propostas adequando o carro da montadora a japonesa a nova política do WEC no uso de combustível 100% renovável . A montadora japonesa venceu o campeonato de construtores na categoria Hypercar dessa temporada  e outra vitória geral nas 24 horas de Le Mans  ambas pelo trio do carro #8, sendo a segunda (consecutiva) nos Hypercar.

### 2023

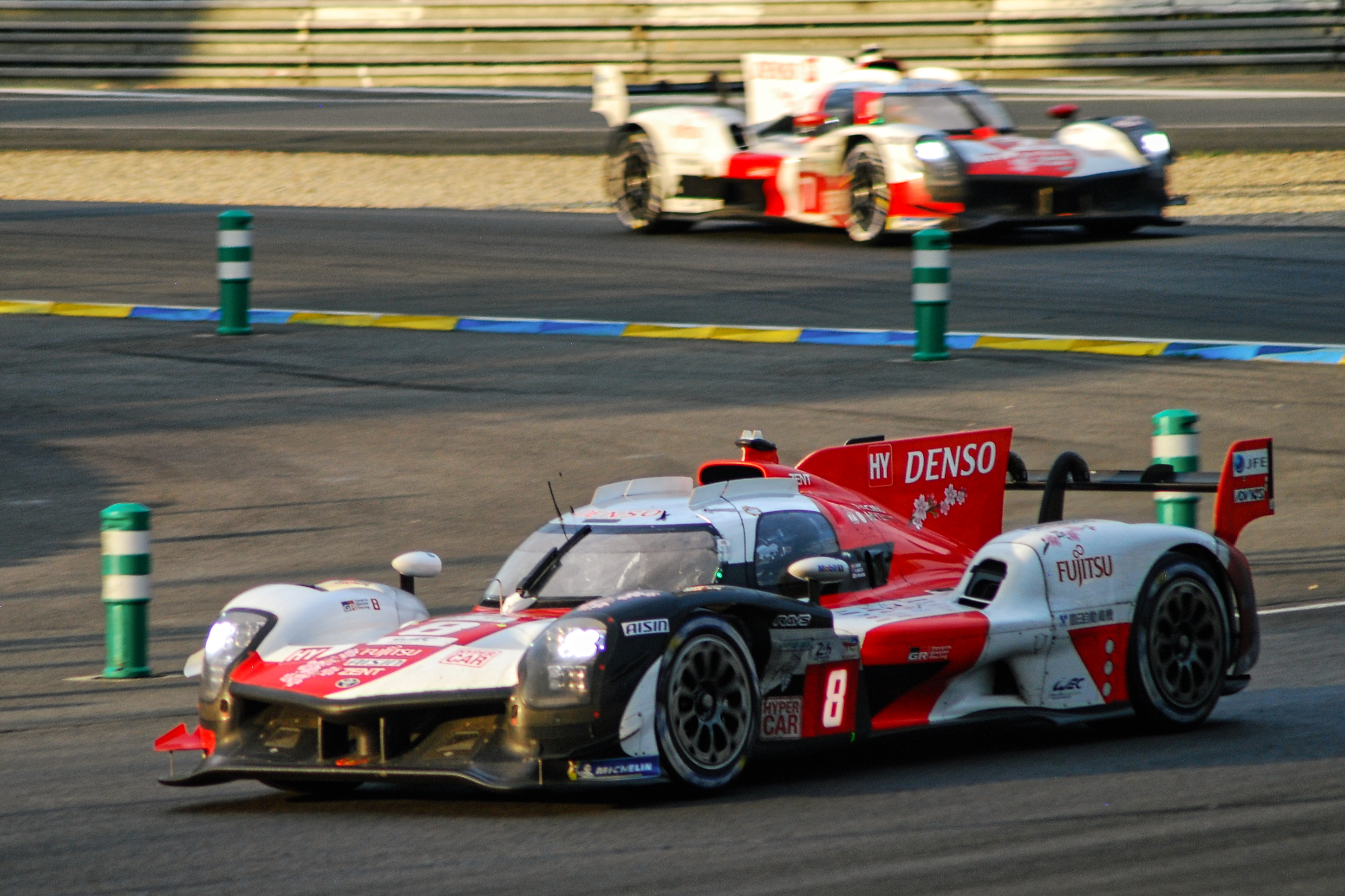
Toyota GR010 Hybrid da temporada 2023 do FIA WEC.

A Toyota manteve seus trios de pilotos nos carros #7 e 8. Os pilotos foram Kamui Kobayashi, Mike Conway e José María López no carro #7 e Sébastien Buemi, Brendon Hartley e  Ryo Hirakawa no carro # 8. O modelo desse ano se aproveitou das permissões de evolução denominadas publicamente pela mídia especializada de "evo jokers", a fim de aprimorar o carro para a temporada de 2023. O modelo estreou vencendo as 1000 milhas de Sebring, porém perdeu o título de campeão das 24 Horas de Le Mans, em 2023. O trio #8  se sagrou campeão de pilotos pela categoria Hypercar e também confirmou o favoritismo da Toyota pelo título de construtores, com uma avassaladora quantidade de vitórias (6 das 7 corridas da temporada de 2023 foram vencidos por um GR010 Hybrid).

### 2024
A Toyota alterou a sua formação de pilotos da temporada de 2023, com José María López sendo afastado da equipe principal e passando a correr pela subsidiária da fabricante japonesa, Lexus, na categoria estreante LMGT3. Em seu lugar, Nyck de Vries assumiu o volante do carro #7 para formar trio com Kamui Kobayashi e Mike Conway que permaneceram. Sébastien Buemi, Brendon Hartley e Ryo Hirakawa reeditaram o trio de pilotos do carro # 8, formado em 2022 .Pela primeira vez no campeonato, desde 2021, o GR010 Hybrid não conseguiu defender o título de pilotos, marcando também a primeira vez que a Toyota não conseguiu defender um título de pilotos, desde a temporada 2018-2019. Todavia, a equipe consegueria se sagrar campeã de construtores na última corrida do campeonato, nas 8 Horas do Bahrein de 2024 . Novamente, não conseguiu vencer as 24 Horas de Le Mans, repetindo o 2° lugar alcançado da prova de 2023 .

## Resultados no Campeonato Mundial de Endurance da FIA (WEC)
| Temporada | Equipe              | Classe   | Pilotos          | Carro | 1   | 2   | 3   | 4   | 5    | 6    | 7   | 8   | Pontos | Classificação |
| --------- | ------------------- | -------- | ---------------- | ----- | --- | --- | --- | --- | ---- | ---- | --- | --- | ------ | ------------- |
| 2021      | Toyota Gazoo Racing | Hypercar |                  |       | SPA | POR | MZN | LMS | BHR6 | BHR8 |     |     | 206    | 1º            |
| 2021      | Toyota Gazoo Racing | Hypercar | Mike Conway      | 7     | 3   | 2   | 1   | 1   | 1    | 2    |     |     | 206    | 1º            |
| 2021      | Toyota Gazoo Racing | Hypercar | Kamui Kobayashi  | 7     | 3   | 2   | 1   | 1   | 1    | 2    |     |     | 206    | 1º            |
| 2021      | Toyota Gazoo Racing | Hypercar | José Maria Lopez | 7     | 3   | 2   | 1   | 1   | 1    | 2    |     |     | 206    | 1º            |
| 2021      | Toyota Gazoo Racing | Hypercar | Brendon Hartley  | 8     | 1   | 1   | 4   | 2   | 2    | 1    |     |     | 206    | 1º            |
| 2021      | Toyota Gazoo Racing | Hypercar | Sébastien Buemi  | 8     | 1   | 1   | 4   | 2   | 2    | 1    |     |     | 206    | 1º            |
| 2021      | Toyota Gazoo Racing | Hypercar | Kazuki Nakajima  | 8     | 1   | 1   | 4   | 2   | 2    | 1    |     |     | 206    | 1º            |
| 2022      | Toyota Gazoo Racing | Hypercar |                  |       | SEB | SPA | LMS | MZN | FUJ  | BHR  |     |     | 186    | 1º            |
| 2022      | Toyota Gazoo Racing | Hypercar | Mike Conway      | 7     | Ret | 1   | 2   | 3   | 2    | 1    |     |     | 186    | 1º            |
| 2022      | Toyota Gazoo Racing | Hypercar | Kamui Kobayashi  | 7     | Ret | 1   | 2   | 3   | 2    | 1    |     |     | 186    | 1º            |
| 2022      | Toyota Gazoo Racing | Hypercar | José Maria Lopez | 7     | Ret | 1   | 2   | 3   | 2    | 1    |     |     | 186    | 1º            |
| 2022      | Toyota Gazoo Racing | Hypercar | Brendon Hartley  | 8     | 2   | Ret | 1   | 2   | 1    | 2    |     |     | 186    | 1º            |
| 2022      | Toyota Gazoo Racing | Hypercar | Sébastien Buemi  | 8     | 2   | Ret | 1   | 2   | 1    | 2    |     |     | 186    | 1º            |
| 2022      | Toyota Gazoo Racing | Hypercar | Ryo Hirakawa     | 8     | 2   | Ret | 1   | 2   | 1    | 2    |     |     | 186    | 1º            |
| 2023      | Toyota Gazoo Racing | Hypercar |                  |       | SEB | POR | SPA | LMS | MZN  | FUJ  | BHR |     | 217    | 1º            |
| 2023      | Toyota Gazoo Racing | Hypercar | Mike Conway      | 7     | 1   | 9   | 1   | Ret | 1    | 1    | 2   |     | 217    | 1º            |
| 2023      | Toyota Gazoo Racing | Hypercar | Kamui Kobayashi  | 7     | 1   | 9   | 1   | Ret | 1    | 1    | 2   |     | 217    | 1º            |
| 2023      | Toyota Gazoo Racing | Hypercar | José Maria Lopez | 7     | 1   | 9   | 1   | Ret | 1    | 1    | 2   |     | 217    | 1º            |
| 2023      | Toyota Gazoo Racing | Hypercar | Brendon Hartley  | 8     | 2   | 1   | 2   | 2   | 6    | 2    | 1   |     | 217    | 1º            |
| 2023      | Toyota Gazoo Racing | Hypercar | Sébastien Buemi  | 8     | 2   | 1   | 2   | 2   | 6    | 2    | 1   |     | 217    | 1º            |
| 2023      | Toyota Gazoo Racing | Hypercar | Ryo Hirakawa     | 8     | 2   | 1   | 2   | 2   | 6    | 2    | 1   |     | 217    | 1º            |
| 2024      | Toyota Gazoo Racing | Hypercar |                  |       | QAT | IMO | SPA | LMS | SAP  | COT  | FUJ | BHR | 190    | 1°            |
| 2024      | Toyota Gazoo Racing | Hypercar | Mike Conway      | 7     | 5   | 1   | 7   | -   | 4    | 2    | Ret | Ret | 190    | 1°            |
| 2024      | Toyota Gazoo Racing | Hypercar | Kamui Kobayashi  | 7     | 5   | 1   | 7   | 2   | 4    | 2    | Ret | Ret | 190    | 1°            |
| 2024      | Toyota Gazoo Racing | Hypercar | Nyck de Vries    | 7     | 5   | 1   | 7   | 2   | 4    | 2    | Ret | Ret | 190    | 1°            |
| 2024      | Toyota Gazoo Racing | Hypercar | José María López | 7     | -   | -   | -   | 2   | -    | -    | -   | -   | 190    | 1°            |
| 2024      | Toyota Gazoo Racing | Hypercar | Brendon Hartley  | 8     | 8   | 5   | 6   | 5   | 1    | 15   | 10  | 1   | 190    | 1°            |
| 2024      | Toyota Gazoo Racing | Hypercar | Sébastien Buemi  | 8     | 8   | 5   | 6   | 5   | 1    | 15   | 10  | 1   | 190    | 1°            |
| 2024      | Toyota Gazoo Racing | Hypercar | Ryo Hirakawa     | 8     | 8   | 5   | 6   | 5   | 1    | 15   | 10  | 1   | 190    | 1°            |
| 2025      | Toyota Gazoo Racing | Hypercar |                  |       | QAT | IMO | SPA | LMS | SAP  | COT  | FUJ | BHR | 95     | 2°*           |
| 2025      | Toyota Gazoo Racing | Hypercar | Mike Conway      | 7     | 6   | 7   | 7   | 5   | 14   |      |     |     | 95     | 2°*           |
| 2025      | Toyota Gazoo Racing | Hypercar | Kamui Kobayashi  | 7     | 6   | 7   | 7   | 5   | 14   |      |     |     | 95     | 2°*           |
| 2025      | Toyota Gazoo Racing | Hypercar | Nyck de Vries    | 7     | 6   | 7   | 7   | 5   | 14   |      |     |     | 95     | 2°*           |
| 2025      | Toyota Gazoo Racing | Hypercar | Brendon Hartley  | 8     | 5   | 5   | 4   | 14  | 15   |      |     |     | 95     | 2°*           |
| 2025      | Toyota Gazoo Racing | Hypercar | Sébastien Buemi  | 8     | 5   | 5   | 4   | 14  | -    |      |     |     | 95     | 2°*           |
| 2025      | Toyota Gazoo Racing | Hypercar | Ryo Hirakawa     | 8     | 5   | 5   | 4   | 14  | 15   |      |     |     | 95     | 2°*           |

*  Campeonato em andamento.
|             |                              |
| Abreviação  | Prova                        |
| SPA         | 6 Horas de Spa-Francorchamps |
| POR         | 6 Horas de Portimão          |
| LMS         | 24 Horas de Le Mans          |
| MZN         | 6 Horas de Monza             |
| COT         | Lone Star Le Mans (6 horas)  |
| SEB         | 1000 milhas de Sebring       |
| FUJ         | 6 Horas de Fuji              |
| BHR ou BHR8 | 8 Horas do Bahrein           |
| BHR6        | 6 Horas do Bahrein           |
| QAT         | 1812 km do Qatar             |
| IMO         | 6 Horas de Imola             |
| SAP         | 6 Horas de São Paulo         |